# Bawernica
Bawernica (dodatkowa nazwa w j. kaszub. Bawernica) – wieś kaszubska w Polsce na zachodnim skraju Pojezierza Kaszubskiego położona w województwie pomorskim, w powiecie bytowskim, w gminie Parchowo. Wieś jest częścią składową sołectwa Chośnica. Na południe od Bawernicy znajduje się otoczony lasami rezerwat przyrody Jeziorka Chośnickie.
W latach 1975–1998 miejscowość administracyjnie należała do województwa słupskiego.

## Historia
Przed 1920 miejscowość nosiła nazwę niemiecką Bawerndorf, dawniej Bawendorf, Babendorf. Od 1920 Bawernica należy ponownie do Polski (powiat kartuski II Rzeczypospolitej). Zachodnimi krańcami wsi przebiegała do 1 września 1939 ówczesna granica polsko-niemiecka.